# Absolute Dance opus 30
Absolute Dance opus 30, er en CD-udgivelse og kompilation i serien Absolute Dance udgivet i 2000.

## Spor
1. Modjo – "Lady (Hear Me Tonight)" (Radio Edit)
2. Barcode Brothers – "Flute" (Radio Edit)
3. Balloon – "Pussylovers" (Video edit)
4. Melanie C – "I Turn To You" (Hex Hector Radio Mix)
5. Hypetraxx – "See The Day" (Airplay Mix)
6. Warp Brothers vs. Aquagen – "Phatt Bass" (Aquagen Short Mix)
7. Filur meets Miss Nellie Ettison – "It's Alright" (Radio Edit)
8. Alice Deejay – "The Lonely One" (Hit Radio Mix)
9. Taiko – "Die Blechtrommel" (Single Cut)
10. Infernal – "Serengeti" (Radio Mix)
11. Sabotage – "Return To Ibiza" (Lock'n'Load Radio Edit)
12. Zombie Nation – "Kernkraft 400" (DJ Glus Video Cut)
13. Rollergirl – "Superstar" (7" Mix)
14. Das Saint – "One More Time" (Original Radio Edit)
15. Aurora[flertydigt link ønskes præciseret] feat. Naimee Coleman – "Ordinary World" (Radio Edit)
16. Cargo – "Surrender" (DJ NME's Radio Cut)
17. Mauro Picotto – "Komodo (Save A Soul)" (On Air Mix)
18. True Steppers & Dane Bowers feat. Victoria Beckham – "Out Of Your Mind" (Radio Edit)
19. Tanga Chicks feat. Dimitri & Tom – "Brazil Over Zurich" (Radio Edit)
20. Nitro. – "Rave Parade 2000" (Radio Version)